# Dionis Sakalak
Dionis Sakalak (* 22. Oktober 1913; † unbekannt) war ein griechisch-türkischer Basketballspieler, der mit der türkischen Basketballnationalmannschaft an den Olympischen Sommerspielen 1936 teilnahm.

## Karriere
Sakalak spielte zwischen 1930 und 1944 für Kurtuluş SK. Unter Spielertrainer Rupen Semerciyan nahm er mit der türkischen Nationalmannschaft und seinen Teamkollegen Şeref Alemdar, Hayri Arsebük, Nihat Ertuğ, Jak Habib, Naili Moran, Kamil Ocak, Hazdayi Penso und Sadri Usuoğlu am olympischen Basketballturnier 1936 auf dem Berliner Reichssportfeld teil. Nach Niederlagen gegen die Nationalmannschaften aus Chile (16:30) und Ägypten (23:33) belegten die Türken den geteilten 19. und letzten Platz des Wettbewerbs.